# Trois bâtiments de la Frontière militaire à Titel
Les trois bâtiments de la Frontière militaire à Titel (en serbe cyrillique : Три војнограничарске зграде у Тителу ; en serbe latin : Tri vojnograničarske zgrade u Titelu) sont situés à Titel, dans la province de Voïvodine et dans le district de Bačka méridionale, en Serbie. Ils sont inscrits sur la liste des monuments culturels de grande importance de la république de Serbie (identifiant no SK 1151).

## Présentation
Les trois bâtiments sont situés 4 Trg oslobođenja (« place de la Libération ») et aux no 2 et 7 rue Kralja Petra I. Ils ont été construits dans la seconde moitié du XVIIIe siècle, dans la période d'existence du « bataillon de Šajkaš », fondé par l'archiduchesse d'Autriche Marie-Thérèse en 1763 et qui faisait partie de la Frontière militaire (krajina du Banat), une zone tampon entre les terres des Habsbourgs et l'Empire ottoman. À cette époque, des bâtiments ont été construits pour servir de casernes, d'arsenal, d'administration militaire, de logements ou de commerces.
Les trois bâtiments inscrits au patrimoine sont tous de style baroque. Celui de la place de la Libération abrite aujourd'hui l'hôtel Tisa, celui du 7 rue Kralja Petra l'école technique Mileva Marić et celui du no 2 de la même rue l'hôtel Anker.